# Ptilimnium nodosum
Ptilimnium nodosum är en flockblommig växtart som först beskrevs av Joseph Nelson Rose, och fick sitt nu gällande namn av Mildred Esther Mathias. Ptilimnium nodosum ingår i släktet Ptilimnium och familjen flockblommiga växter. Inga underarter finns listade i Catalogue of Life.